# Bahnasawy Lamia
Bahnasawy Lamia, egiptovska lokostrelka, * 11. november 1984.
Sodelovala je na lokostrelskem delu poletnih olimpijskih igrah leta 2004, kjer je osvojila 58. mesto v individualni konkurenci.